# Леон-Ґюстав Шлюмберже
Леон-Ґюстав Шлюмберже (фр. Gustave-Léon Schlumberger; 1844—1929) — французький історик, археолог, великий фахівець в галузі нумізматики та візантійської сигілографії.
Спочатку займався медициною (з 1872 р. доктор медицини), потім повністю перейшов до історичних досліджень.
Його головні роботи присвячені історії Візантії. Вони багаті на фактичний матеріал, відрізняються блискучим стилем, цікавістю викладу; для періоду хрестових походів використано східні джерела. Його твори відіграли значну роль у популяризації історії Візантії у широких читацьких колах.
Член Академії надписів (1884). Член-кореспондент Російської Академії наук з 06.12.1924 р. — відділення історичних наук і філології, за розрядом історичних наук (історія, археологія).

## Праці
- 1878—1882: Numismatique de l'Orient Latin (Paris)
- 1884: Les îles des Princes (Calmann Lévy, Paris)
- 1890: Німецький бізон (Paris)
- 1896—1905: L'Épopée byzantine a la fin du dixième siècle (Hachette, Paris, 3 volumes)
- 1898: Renaud de Châtillon, prince d'Antioche, seigneur de la terre d'Outre-Jourdain (Plon, Paris)
- 1906: Campagnes du roi Amaury Ier de Jerusalem en Égypte, au XIIe siècle
- 1914: Prise de Saint-Jean-d'Acre, en l'an 1291
- 1922—1923: Récits de Byzance et des Croisades (Plon, Paris)
- 1927: Byzance et les croisades (Lib. Paul Geuthner, Paris)
- 1934: Mes Souvenirs 1844—1928 (Plon, Paris — posthume)
- 1962: Lettres De Deux Amis (Institut Français, Athènes — correspondance)